# Augustus 2002
Dit artikel geeft een chronologisch overzicht van alle belangrijke gebeurtenissen per dag in de maand augustus van het jaar 2002.

## Gebeurtenissen

### 1 augustus
- Start van het project Voor- en vroegschoolse educatie om onderwijsachterstanden aan het begin van de basisschool te verminderen
- De lichamen van Marion en Romy van Buuren, die vijf jaar vermist waren, worden gevonden in de duinen van Egmond en Bergen.

### 2 augustus
- Zwemmer Pieter van den Hoogenband verbetert bij de Europese kampioenschappen in Berlijn zijn eigen Europese record op de 200 meter vrije slag op 1:44,89. De Oekraïner Oleg Lisogor verbetert het Europees record op de schoolslag tot 27,18.
- In de Zwitserse Alpen verongelukken twee Duitsers dodelijk.
- Turkije schaft de doodstraf in vredestijd af om zo een stap dichter bij de toetreding tot de Europese Unie te komen.

### 5 augustus
- Ondanks een Nederlands afvaardiging van 32 atleten die Nederland naar het EK atletiek in München stuurde, wint alleen Simon Vroemen een medaille. Op de 3000 meter steeplechase wint hij zilver.

### 9 augustus
- De atlete Monique de Wilt verbeterd op het EK atletiek in München het Nederlands record polsstokhoogspringen tot 4,40 m.

### 14 augustus
- Vladimir Poetin maakt bekend dat Wit-Rusland onderdeel uit gaat maken van Rusland en elke van de zes provincies van Wit-Rusland een aparte republiek wordt in de Russische federatie.

### 15 augustus
- Door hevige regenval in het stroomgebied van de Elbe en de Donau overstromen grote steden zoals Dresden, Wenen en Praag. Tientallen mensen komen om. De schade aan gebouwen en infrastructuur loopt op tot miljarden euro's. De wateroverlast wordt inzet van de Duitse verkiezingen en trekt ook de aandacht van de Europese Unie, die een structureel rampenfonds instelt.

### 16 augustus
- Het voetbalseizoen in de Eredivisie 2002/03 begint met het duel RBC Roosendaal-FC Zwolle dat eindigt in een 1-1 gelijkspel. Peter Maseland zet de thuisploeg op voorsprong, Dominggus Lim-Duan bepaalt de eindstand in de 73ste minuut op 1-1.

### 19 augustus
- De Baskische beeldhouwer Eduardo Chillida sterft.

### 21 augustus
- Het Nederlands voetbalelftal wint in Oslo met 1-0 van Noorwegen in een vriendschappelijk duel. Doelpuntenmaker voor Oranje is Edgar Davids.

### 24 augustus
- Apple Mac OS X 10.2 / Jaguar wordt op de markt gebracht.
- De Nederlandse vrouwenhockeyploeg winnen de bronzen medaille bij de Champions Trophy. De "golden goal" komt van de stick van Mijntje Donners.
- De Luxemburgse wielrenner Kim Kirchen schrijft in Landgraaf de Ronde van Nederland op zijn naam.

### 30 augustus
- Benazir Bhutto, voormalig premier van Pakistan, wordt afgewezen als kandidaat voor de parlementsverkiezingen in oktober. De kiescommissie in Ratto Dero, bij Bhutto's geboorteplaats Larkana, besluit dit omdat ze eerder dit jaar bij verstek is veroordeeld.
- Langeafstandsloper Kamiel Maase verbetert het Nederlands record op de 10 000 m. Bij de Memorial Van Damme in Brussel stelt hij zijn eigen record scherper tot 27:26,29, goed voor de beste Europese prestatie van het jaar.
- Het Nederlands vrouwenvolleybalteam onder leiding van bondscoach Angelo Frigoni begint het WK volleybal met een 3-1 overwinning (25-22, 25-19, 27-29 en 25-16) op Roemenië.

### 31 augustus
- Het Nederlands vrouwenvolleybalteam wint onder leiding van bondscoach Angelo Frigoni ook de tweede groepswedstrijd bij het WK volleybal. Egypte wordt met 3-0 (25-12, 25-13 en 25-13) verslagen.
- Tienduizenden mensen demonstreren in Johannesburg tegen de armoede. Het is de grootste betoging sinds het begin van de VN-top over duurzaamheid.

## Overleden
<< · januari · februari · maart · april · mei · juni · juli · augustus · september · oktober · november · december · >>